# Literatura de Ayacucho
Literatura de Ayacucho es una vasta y heterogénea suma de discursos estéticos, culturales y políticos, creados por escritores de la región de Ayacucho. Además, para la consolidación y difusión de la literatura ayacuchana ha tenido como soporte material y simbólico a las editoriales, la prensa, las revistas y las asociaciones o grupos culturales de la región. Su escritura varía entre el español y el quechua chanca.

## sigloXX
Durante una buena parte de siglo XX, la revista Huamanga fue un soporte material para las discusiones culturales, sociales y políticas de la región como del país. Fue el espacio idóneo para que intelectuales como Manuel Jesús Pozo, José Salvador Cavero, Moisés Cavero Caso, Néstor Cabrera, Pío Max Medina, Fray Mañaricúa, Rosario Escarcena, Inés Cárdenas, entre otros.
La literatura ayacuchana tuvo protagonismo al crear un discurso sobre la violencia política posterior a los años ochenta.
A inicios del siglo XXI, la literatura contemporánea y reciente tiene como participantes a los escritores Sócrates Zuzunaga, Víctor Tenorio, Marcial Molina, Cayo Santos Huamán, Hildebrando Pérez Huarancca, Julián Pérez Huarancca, Urbano Muñoz, José Antonio Sulca Effio, Ernesto Oré, entre otros. En el caso de la recopilación oral y la escritura de testimonios estuvo en la mira reflexiva de investigadores como David Quichua, Óscar Tumbalobos, Serafina Chuchón, Néstor  Godofredo Taipe, Rina Felices Morales, Pío Rodríguez Berrocal, entre otros. Varios de ellos formaron parte de Tikanka. Revista de la Asociación de Escritores de Ayacucho entre los años 2001-2004.
Podemos mencionar algunos títulos representativos como La hora nona, La noche de sus aullidos, Los ilegítimos, Memorias de un soldado desconocido, entre otros, publicaciones que han sido de interés por parte de lectores especializados.
Durante el siglo XXI, la literatura reciente ha incursionado en nuevas formas de narrar lo nacional, lo local y lo personal. Entre estas propuestas poéticas y narrativas aparecen los nombres de Elmer Arana, Pedro Olórtegui, Luis Ayala, Francois Villanueva Paravicino, Carmen Aroni, Piero Castro, entre otros. Además, hay publicaciones antológicas que reúnen las propuestas personales de escritores como Once narradores huantinos del siglo XXI, Ripunti para. Antología sobre la narrativa corta de Ayacucho, y Hierbas silvestres.

## Editoriales
Editorial Amarti

## Revistas
Huamanga
Tikanka
Qantu

## Asociaciones o grupos
Asociación de Escritores de Ayacucho
Qantu 
Academia Mayor de la Lengua Quechua